# 1867 in Italia

## Avvenimenti
- 10 e 17 marzo : elezioni politiche[1].

- 22 marzo : inizia la X legislatura del Regno d'Italia[1]. Avrà termine il 2 novembre 1870.

- 10 aprile : Rattazzi diventa presidente del Consiglio e incoraggia Garibaldi a  organizzare una nuova spedizione per prendere Roma[2].

- 10 agosto: assassinio del padre di Pascoli (Ruggero).
- 24 agosto completamento della ferrovia del Brennero.

- 13 ottobre : vittoria dei volontari garibaldini alla battaglia di Montelibretti[3].
- 19 ottobre : la Francia invia un ultimatum per telegramma al governo italiano sulla questione romana. Il présidente Rattazzi si dimette. Cialdini è incaricato di comporre un nuovo gabinetto il 21 ottobre[4].

- 22 ottobre: Giuseppe Monti e Gaetano Tognetti eseguono un attentato a Roma contro la caserma Serristori. Catturati saranno ghigliottinati l'anno successivo a via dei Cerchi (accanto al Circo Massimo)

- 23 ottobre: 
  - Giuseppe Garibaldi, che era a Caprera circondato dalla Marina militare, riesca a fuggire e raggiunse rocambolescamente la Sardegna a bordo di un'imbarcazione di fortuna, un beccaccino[5]. Quindi sbarca in Toscana e raggiunge i suoi volontari nell'agro romano.  Marcia verso Roma nella valle del Tevere[6].
  - scontro di Villa Glori: un drappello di volontari garibaldini si scontra con i carabinieri svizzeri dell'esercito pontificio. Nello scontro muore Enrico Cairoli, e il fratello Giovanni, gravemente ferito muore l'11 settembre 1869 Belgirate.

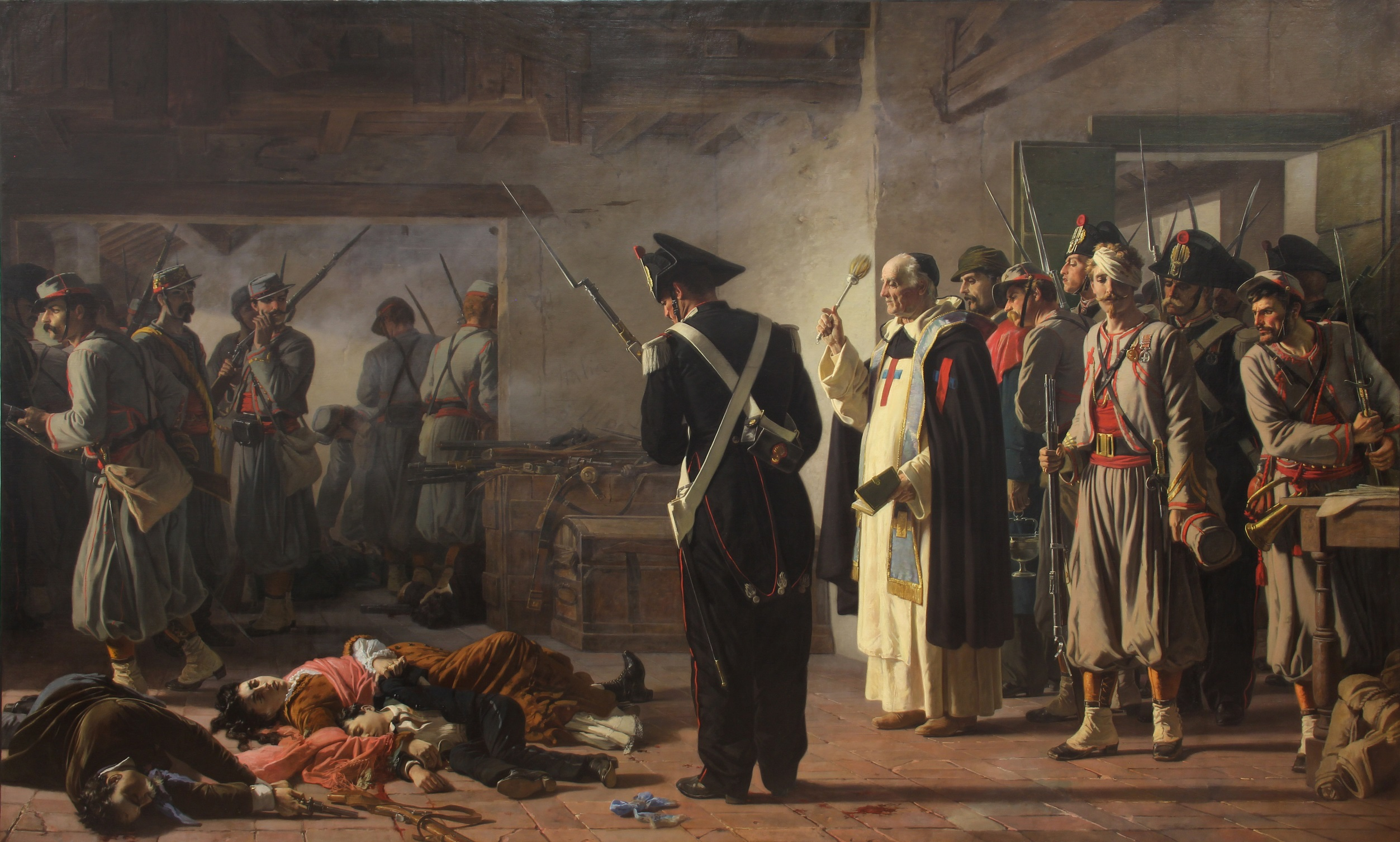
Carlo Ademollo: Eccidio Tavani

- 25-26 ottobre : vittoria dei volontari garibaldini alla battaglia di Monterotondo[3].

- 25 ottobre: battaglia nel lanificio Ajani a Roma; una quarantina di patrioti si riuniscono a Trastevere, nel lanificio di Giulio Ajani per preparare. Gli zuavi pontifici attaccano il lanificio: alcuni congiurati riescono a fuggire, altri sono catturati. Rimangono uccise 9 persone, tra cui Giuditta Tavani Arquati, che era incinta, il marito e un loro figlio[7]

- 27 ottobre : costituzione del Governo Menabrea I diretto da Luigi Federico Menabrea[4].
- 30 ottobre : truppe francesi sbarcano a Civitavecchia per impedire a  Giuseppe Garibaldi di prendere Roma[6].

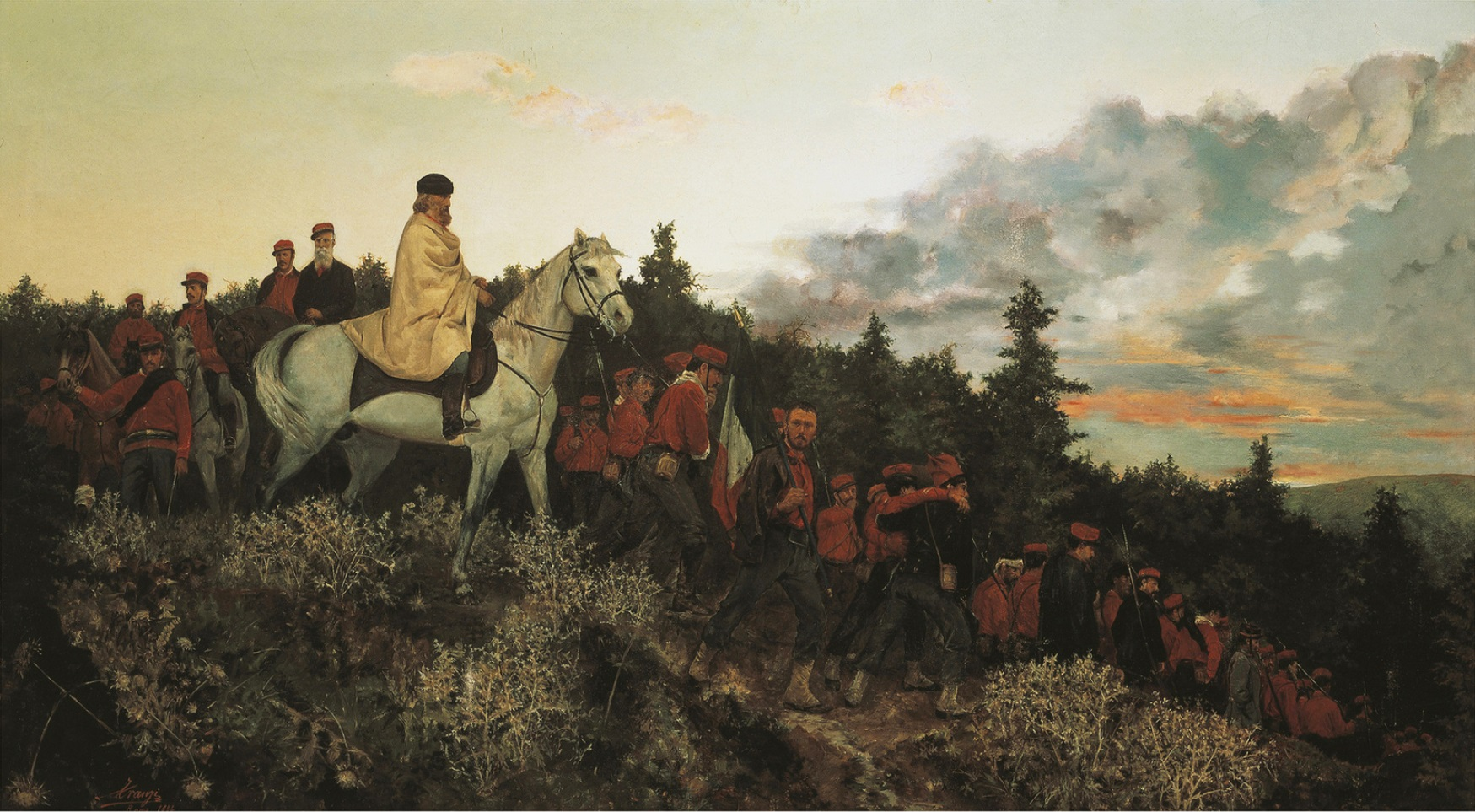
Anonimo: Garibaldi alla battaglia di Mentana.

- 3 novembre : battaglia di Mentana: le truppe pontificie del generale Kanzler con l'appoggio delle truppe francesi del generale de Failly disperdono le ultime Camicie rosse e fermano Giuseppe Garibaldi[3].

- soppressione degli enti ecclesiastici e vendita dei beni (575.000 ha tra il 1867 e il 1880). I piccoli contadini a cui sono destinate queste terre non sanno come trarne profitto e sono ben presto costretti a venderle a vantaggio della borghesia. L’operazione mobilita quasi tutto il capitale nazionale[8].

## Cultura

### Opera
- 11 marzo : Il Don Carlos, opera di Giuseppe Verdi, è rappresentata per la prima volta all'Opéra Le Peletier di Parigi.

### Altro
- Il 9 febbraio viene fondata a Torino la Gazzetta Piemontese che nel 1894 cambierà nome in La Stampa.
- la Società Geografica Italiana viene fondata il 12 maggio 1867 a Firenze.
- A Genova viene istituito il Museo di storia naturale Giacomo Doria.